# Teatre Sant Vicenç
El Teatre Sant Vicenç, també conegut com el Centre Parroquial Sant Vicenç, és un teatre ubicat al barri de la Creu Alta de Sabadell, vinculat a la parròquia annexa, l'Església de Sant Vicenç. És gestionat per una entitat sense ànim de lucre. El Grup de Teatre prepara una temporada teatral amb unes 6 o 7 obres anuals a càrrec del mateix elenc.
A finals dels anys vuitanta es va crear el Taller de Teatre per a infants. A partir de la secció infantil, es va voler consolidar un grup que mantingués els nens i nenes del Centre actius. Així es va crear el Taller, que primer amb monitors que eren els mateixos actors i fet d'una manera espontània es va anar consolidant, fins a l'any 2000, quan va celebrar el seu 10è aniversari amb la representació de l'obra Retalls. L'any 2005 es va commemorar el Cinquantenari de la construcció de l'actual seu del grup. A part de diversos actes de tota classe, es va preparar el recull: Les Nostres Cançons, que consistia en un espectacle format per un seguit de números musicals de les obres representades durant aquests 50 anys de teatre. Tot l'espectacle va ser coordinat per Toni Ten. Actualment, el Centre Sant Vicenç és una de les entitats culturals i socials més dinàmiques de Sabadell amb més d'un miler de socis. Però, a més del vessant de formació humana i social, és també un planter d'actors i actrius, com ara Mariona Ribas, Marc Balaguer i Xavi Duch, entre d'altres.